# 85 Io
85 Io este un asteroid din centura principală, descoperit pe 19 septembrie 1865, de Christian Peters.